# Kanton Sorbiers
Der Kanton Sorbiers ist seit 2015 ein französischer Wahlkreis im Arrondissement Saint-Étienne, im Département Loire und in der Region Auvergne-Rhône-Alpes. Hauptort ist Sorbiers. 

## Gemeinden
Der Kanton besteht aus 13 Gemeinden mit insgesamt 35.219 Einwohnern (Stand: 2022) auf einer Gesamtfläche von 162,94 km²:
| Gemeinde               | Einwohner 1. Januar 2022 | Fläche km² | Dichte Einw./km² | Code INSEE | Postleitzahl |
| ---------------------- | ------------------------ | ---------- | ---------------- | ---------- | ------------ |
| Cellieu                | 1.719                    | 12,11      | 142              | 42032      | 42320        |
| Chagnon                | 522                      | 2,48       | 210              | 42036      | 42800        |
| Fontanès               | 686                      | 6,63       | 103              | 42096      | 42140        |
| L’Étrat                | 2.820                    | 8,48       | 333              | 42092      | 42580        |
| La Fouillouse          | 4.643                    | 20,57      | 226              | 42097      | 42480        |
| La Talaudière          | 7.103                    | 7,63       | 931              | 42305      | 42350        |
| La Tour-en-Jarez       | 1.484                    | 5,05       | 294              | 42311      | 42580        |
| Marcenod               | 680                      | 9,00       | 76               | 42133      | 42140        |
| Saint-Christo-en-Jarez | 1.888                    | 21,77      | 87               | 42208      | 42320        |
| Saint-Héand            | 3.684                    | 31,30      | 118              | 42234      | 42570        |
| Saint-Romain-en-Jarez  | 1.209                    | 16,96      | 71               | 42283      | 42800        |
| Sorbiers               | 8.071                    | 12,19      | 662              | 42302      | 42290        |
| Valfleury              | 710                      | 8,77       | 81               | 42320      | 42320        |
| Kanton Sorbiers        | 35.219                   | 162,94     | 216              | 4221       | –            |